# Hannibal Lecter - Le origini del male (film)
Hannibal Lecter - Le origini del male (Hannibal Rising) è un film del 2007 diretto da Peter Webber, basato sul romanzo omonimo di Thomas Harris. È il quinto film tratto dai romanzi incentrati sulla figura del giovane serial killer Hannibal Lecter ma, sotto il profilo cronologico della narrazione, costituisce un antefatto de Il silenzio degli innocenti, genesi della sua follia.

## Trama
La storia comincia con il piccolo Hannibal Lecter che ad 8 anni gioca con la sorellina Mischa di circa 3-4 anni nel castello di famiglia in Lituania. Subito devono sfollare perché i nazisti invadono ed occupano tutto con i fiancheggiatori al seguito.
La famiglia si rifugia in un casale nel bosco ma durante un combattimento tra un carro armato sovietico ed un bombardiere tedesco Stuka muoiono tutti lasciando i due bambini da soli. Una banda di sciacalli filonazisti (Grutas, Dortlich, Grentz, Kolnas, Milko e Pot Watcher, detto "Filo Spinato") si rifugia nel casale e tiene prigionieri i due bambini ma il gelido inverno fa terminare presto le provviste. I sei, affamati decidono di uccidere e mangiare la bambina per sopravvivere. Anche lo stesso Hannibal, senza rendersene conto, mangia la sorella. Poi scappano all'arrivo di un bombardamento russo, ma Filo Spinato, che ha con sé le piastrine di riconoscimento del gruppo, muore nel crollo della casa. 
Hannibal si salva e cresce nel suo castello trasformato in un orfanotrofio dal governo sovietico. Ma ha problemi con i superiori, incubi frequenti e non parla. Riesce a scappare, recupera delle lettere della madre e raggiunge Parigi dove lo accoglie sua zia acquisita, una donna giapponese benestante, Lady Murasaki. Viene da lei curato e torna a parlare, ma la vendetta cova ancora nel suo cuore, gli insegnamenti di arti marziali (in particolare kendo), la musica classica, la pittura, l'ikebana occupano le sue giornate. Con le armi di un samurai compie il suo primo omicidio, decapitando con una katana un macellaio grasso e grezzo che aveva collaborato con i nazisti e che aveva offeso sua zia. 
Si iscrive a medicina e impara a sezionare i cadaveri. Torna in Lituania per cercare prove e provare a ricordare gli avvenimenti. Trova le ossa della sorella, alcuni gioielli e le placche militari con i nomi degli assassini. Nel frattempo uno di loro (Dortlich) cerca di coglierlo di sorpresa, ma Hannibal lo immobilizza e dopo averlo legato ad un albero riesce a farlo confessare ed a farsi dare ulteriori informazioni sui suoi ex compagni. La corda che passa sul collo, tirata da un cavallo si serra sempre più fino a che la testa non si stacca e Hannibal mangia le sue guance (il suo primo atto di cannibalismo consapevole) con un po' di funghi.
Uno dopo l'altro cadranno tutti. Sarà costretto a trasferirsi in Canada, dove si è rifugiato l'ultimo da giustiziare.

## Critica
Il film ha ricevuto durante l'edizione dei Razzie Awards 2007 una nomination come Peggior prequel o sequel insieme a Aliens vs. Predator 2, Un'impresa da Dio, Hostel: Part II, edizione vinta da Il campeggio dei papà.